# Yorkdale (Toronto Subway)

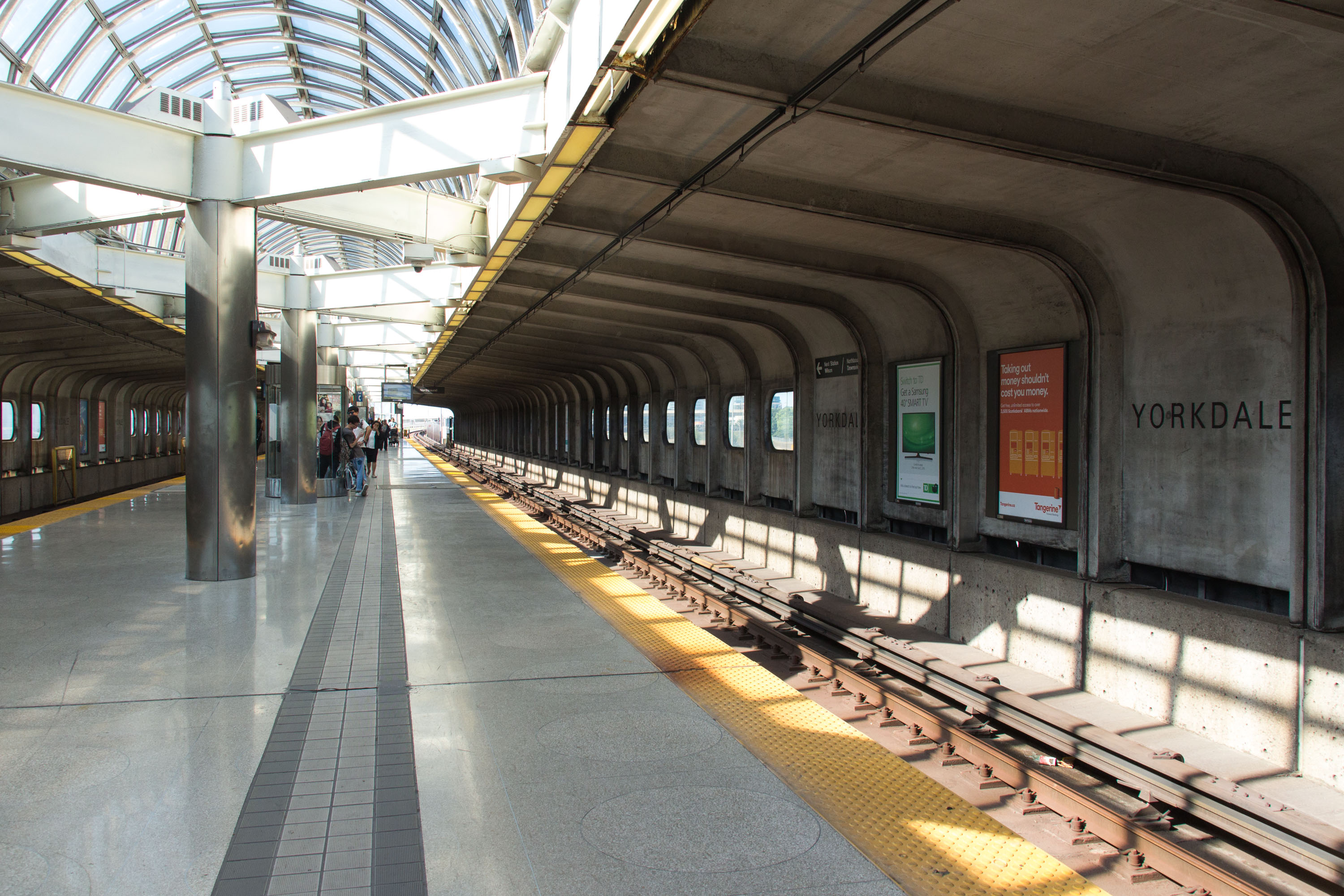
Blick auf den Bahnsteig

Yorkdale ist eine oberirdische U-Bahn-Station in der kanadischen Stadt Toronto. Sie liegt an der Yonge-University-Linie der Toronto Subway, an der Allen Road unmittelbar südlich des Highway 401. Die Station besitzt einen Mittelbahnsteig und wird täglich von durchschnittlich 22.860 Fahrgästen genutzt (2018).

## Station

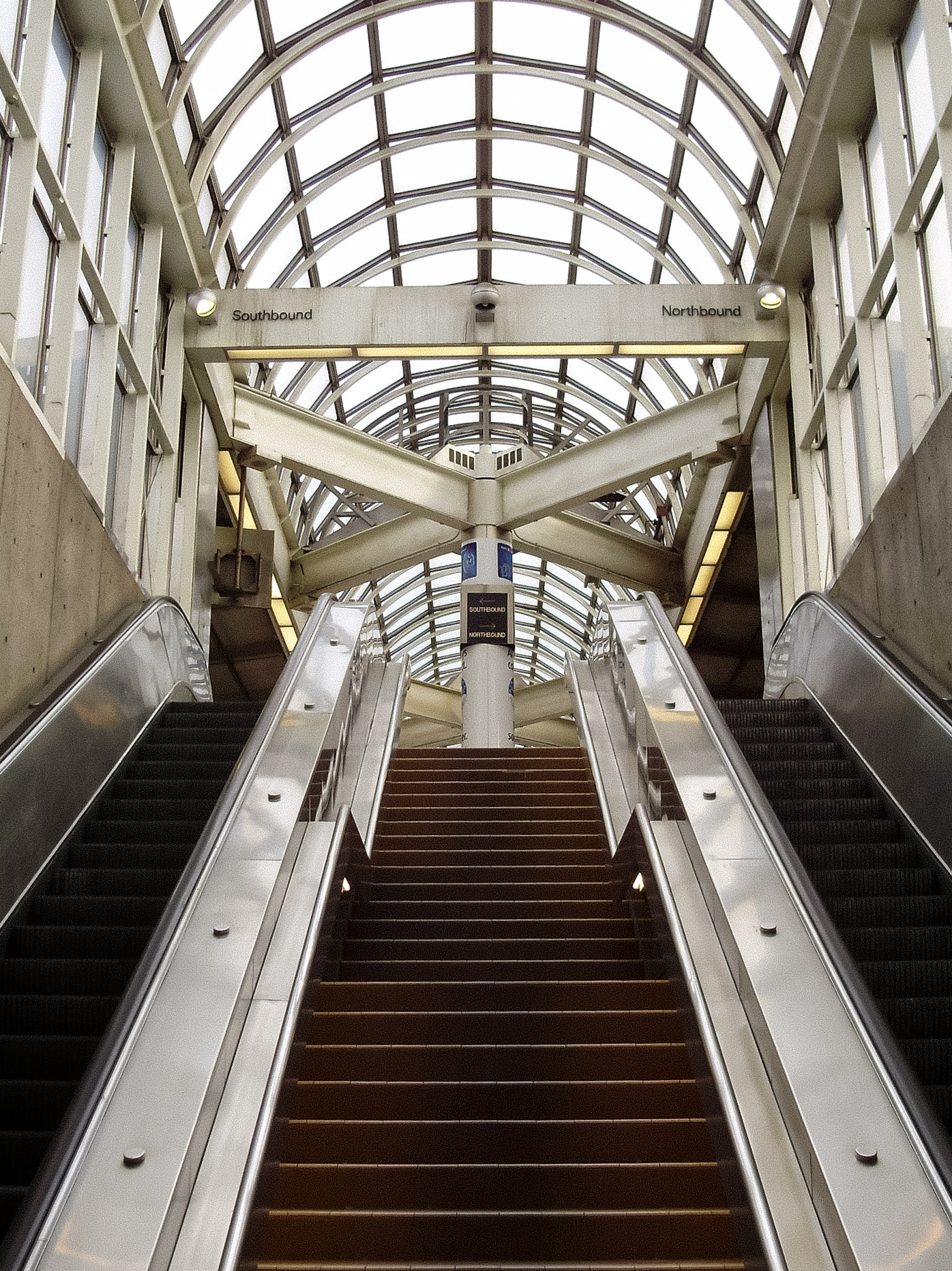
Rolltreppen vom südlichen Eingang hinauf zum Bahnsteig

Die Station liegt im Mittelstreifen der Allen Road, einer mehrspurigen Zubringerstraße zum Highway 401. Benannt ist sie nach dem gleichnamigen Einkaufszentrum, das über eine gedeckte Fußgängerbrücke erreichbar ist. Die Brücke bietet auch Zugang zum Yorkdale Bus Terminal; in diesem Busbahnhof bestehen Umsteigemöglichkeiten zu Buslinien von GO Transit in die benachbarten Bezirke sowie zu Überlandbussen von Greyhound Canada. Ein zweiter Ausgang am südlichen Stationsende führt zur Ranee Avenue, wo zwei Buslinien des städtischen Verkehrsbetriebs Toronto Transit Commission verkehren. Darüber hinaus steht den Pendlern ein Park-and-ride mit 1144 kostenpflichtigen Parkplätzen zur Verfügung.
Das Stationsdesign stammt vom renommierten Architekten Arthur Erickson, der dafür 1982 mit dem Architekturpreis des Generalgouverneurs ausgezeichnet wurde. Ein gewölbtes Glasdach erstreckt sich über die gesamte Länge des Bahnsteigs. Es endet symmetrisch an den Rolltreppen und Treppen an beiden Enden, wodurch der Eindruck einer Kuppel entsteht. Die Seitenwände aus Beton verfügen über ovale Fenster und sind über den Gleisen mit dem Glasdach verbunden.

## Geschichte
Die Eröffnung der Station erfolgte am 28. Januar 1978, zusammen mit dem Abschnitt zwischen St. George und Wilson. In den ersten Jahren schmückte das Kunstwerk Arc-en-ciel (frz.: „Regenbogen“) von Michael Hayden die Station: Ein eigens konstruiertes Computersystem steuerte 158 verschiedenfarbige Gasentladungsröhren, die das Glasdach beleuchteten und so einen Art Regenbogen bildeten. Der mit dem Signalsystem verbundene Computer löste beim Einfahren eines Zuges jeweils eine pulsierende Sequenz aus. Das System erwies sich mit der Zeit als zu schwierig zu warten, weshalb die Installation zu Beginn der 1990er Jahre auf Wunsch des Künstlers entfernt wurde.